# Via XX Settembre

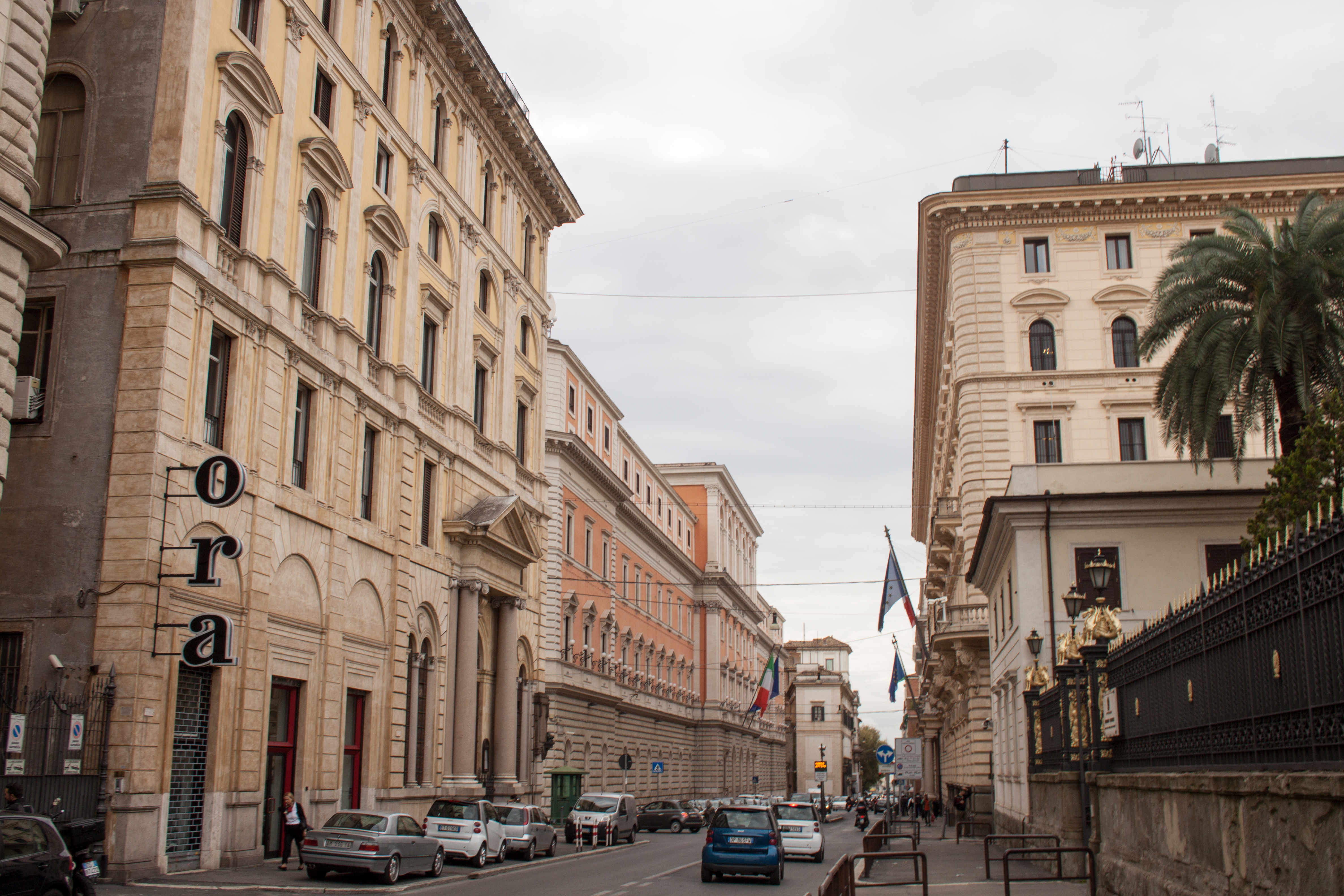
Via XX Settembre vista da piazza San Bernardo.

Via Venti Settembre ou Via XX Settembre é uma rua com pouco mais de um quilômetro que liga a via delle Quattro Fontane e a piazzale di Porta Pia, em Roma, na Itália.
Foi criada através de uma proposta do Conselho Comunal em 30 de setembro de 1871, rebatizando a antiga via Porta Pia, que fica, atualmente, em sua maior parte no rione Monti.
O nome é uma lembrança da brecha de 1870, através da qual os bersaglieri entraram e capturaram a cidade. A via, chamada por um tempo de "via che da Montecavallo va alla Porta Nomentana", correspondente à antiga via dell'Alta Semita que atravessa todo o monte Quirinal. Foi aberta pelo papa Pio IV juntamente com a Porta Pia, cujo nome, Strada Pia, foi mantido até o dia 20 de setembro de 1870.